# Breguet Br.903
Dimensions
Le Breguet 903, aussi connu sous le sigle S-10, est un planeur stratosphérique, conçu en France après la Seconde Guerre mondiale. Il fut construit à un seul exemplaire avant que le projet soit abandonné.

## Conception
Ce projet a été initié au sein de l'Arsenal de l'aéronautique par l'ingénieur Raymond Jarlaud en 1945 puis repris sous le nom de S10 par les établissements Victor Minié. Il sera finalement repris par Breguet sous le nom Breguet 903. 
Destiné à explorer la stratosphère il est muni d'un habitacle pressurisé. Les fusées permettant cette exploration de façon plus rapide et moins couteuse le projet sera abandonné.